# Všehokniha
Všehokniha (nizozemsky Het boek van alle dingen) je dílem nizozemského spisovatele Guuse Kuijera, spadající do žánru knih pro mládež. Poprvé vyšla v roce 2004 v Amsterdamu. Přeložena do českého jazyka byla v roce 2013 od Magdy de Bruin Hüblové. V knize se objevuje téma domácího násilí, které je ale zpracováno tak, že kniha je doporučována pro děti od devíti let.

## Děj
Hlavním hrdinou je Tomáš, který žije v domku se starší sestrou Markétou, tatínkem a maminkou. Tomášův otec je tyran a všichni v rodině se ho bojí. Tomáš často utíká do svých představ, ve kterých se otci postaví a zarazí jeho chování. Jeho představy podpoří i setkání se sousedkou, o které se mluví jako o ježibabě a všichni se jí bojí. Paní Terezínská dá Tomášovi knihy, které si může přečíst a věnuje mu svůj čas, s čímž ale otec Tomáše zásadně nesouhlasí. Celá rodina však žila v křesťanské víře, takže se pravidelně modlili u jídla a četli poselství. Tomáš poté během modliteb ve svých představách s Ježíšem mluvil.
Jednoho dne najde otec v Bibli lístek se vzkazem: „Muž, který bije svou ženu, sám sebe zneucťuje“. Ačkoli si otec nepřiznává svou vinu, tak ostatním to dodává trochu odvahy, možná i proto, že zůstane tajemstvím, od koho vzkaz byl.
Na konci knihy prokazuje odvahu maminka, sestra Markéta i Tomáš, protože navzdory otci, uspořádají u Tomáše doma autorské čtení, kde se ukáže i jeden z Tomášových talentu.

## Recenze
Podle recenze Ondřeje Nezbedy není lehké najít takovou dětskou knihu, „ve které autor necukruje, nepitvoří se, nežvatlá a nesnaží se být pořád vtipný“. Právě Guus Kuijer prý ukazuje, že to možné je. Příběh je napsán přímočaře, upřímně čtenářům, až to často bolí. Právě díky své srdečnosti a humorem vylíčit velké životní problémy získal Guus Kuijer v roce 2012 Cenu Astrid Lingrenové.
Podle Lucie Fruhwirtové může ale Všehokniha zaujmout i rodiče díky filozofické dimenzi a naopak děti uchvátí Tomášova kuráž a bezprostřednost.